# Somogyudvarhely
Somogyudvarhely is een plaats (község) en gemeente in het Hongaarse comitaat Somogy. Somogyudvarhely telt 922 inwoners (2021) en ligt direct aan de grens met Kroatië. Tot 1908 heette de plaats uitsluitend Udvarhely. 
Somogyudvarhely heeft een gereformeerde kerk uit 1856 en een rooms-katholieke kerk uit 1888. De kerken zijn op het gemeentewapen afgebeeld.

## Verkeer
Somogyudvarhely heeft sinds 1868 een station aan de spoorlijn tussen Gyékényes en Barcs. Buurdorpen zijn zowel over de weg als over het spoor Berzence 5 km naar het noorden en Bélavár 7 km naar het zuiden. Dichterbij ligt het Kroatische Ždala, maar dat is over de weg alleen met een omweg via Berzence te bereiken.

## Partnergemeenten
De partnergemeenten van Somogyudvarhely zijn Mugeni in Roemenië en Molve in Kroatië.